# 第12屆香港電影金紫荊獎
第12屆香港電影金紫荊獎於2007年9月1日在香港理工大學賽馬會綜藝館舉行，由金紫荊文化發展基金主辦。

## 提名及獲獎名單
注：粗體字代表名單為獲獎
| 獎項         | 名單                               |
| 最佳影片     | 出埃及記                           |
| 最佳影片     | 墨攻                               |
| 最佳影片     | 跟蹤                               |
| 最佳影片     | 父子                               |
| 最佳影片     | 放·逐                              |
| 最佳導演     | 彭浩翔（出埃及記）                 |
| 最佳導演     | 譚家明（父子）                     |
| 最佳導演     | 杜琪峰（放·逐）                    |
| 最佳導演     | 張之亮（墨攻）                     |
| 最佳導演     | 游乃海（跟蹤）                     |
| 最佳導演     | 許鞍華（姨媽的後現代生活）         |
| 最佳男主角   | 任達華（出埃及記）                 |
| 最佳男主角   | 劉德華（墨攻）                     |
| 最佳男主角   | 梁家輝（跟蹤）                     |
| 最佳男主角   | 郭富城（父子）                     |
| 最佳男主角   | 劉青雲（我要成名）                 |
| 最佳女主角   | 梁詠琪（女人本色）                 |
| 最佳女主角   | 劉若英（綁架）                     |
| 最佳女主角   | 范冰冰（墨攻）                     |
| 最佳女主角   | 蔡卓妍（戲王之王）                 |
| 最佳女主角   | 鞏俐（滿城盡帶黃金甲）             |
| 最佳男配角   | 張家輝（出埃及記）                 |
| 最佳男配角   | 王志文（墨攻）                     |
| 最佳男配角   | 林雪（跟蹤）                       |
| 最佳男配角   | 吳澋滔（父子）                     |
| 最佳男配角   | 劉燁（滿城盡帶黃金甲）             |
| 最佳女配角   | 薜凱琪（女人本色）                 |
| 最佳女配角   | 梁洛施（妄想）                     |
| 最佳女配角   | 董敏莉（師奶唔易做）               |
| 最佳女配角   | 林熙蕾（父子）                     |
| 最佳女配角   | 周迅（夜宴）                       |
| 最佳新演員   | 徐子珊（跟蹤）                     |
| 最佳新演員   | 吳澋滔（父子）                     |
| 最佳新演員   | 霍思燕（我要成名）                 |
| 最佳編劇     | 卓韻芝、尹志文、彭浩翔（出埃及記） |
| 最佳編劇     | 張之亮（墨攻）                     |
| 最佳編劇     | 游乃海、區健兒（跟蹤）             |
| 最佳編劇     | 譚家明、田開良（父子）             |
| 最佳編劇     | 李檣（姨媽的後現代生活）           |
| 最佳攝影     | 林志堅（出埃及記）                 |
| 最佳攝影     | 張東亮（跟蹤）                     |
| 最佳攝影     | 鄭兆強（放·逐）                    |
| 最佳攝影     | 劉偉強、黎耀輝（傷城）             |
| 最佳攝影     | 張黎（夜宴）                       |
| 最佳剪接     | 譚國明（出埃及記）                 |
| 最佳剪接     | （跟蹤）                           |
| 最佳剪接     | 譚家明（父子）                     |
| 最佳剪接     | 劉淼淼（夜宴）                     |
| 最佳音響     | 王磊、莫惠嘉（龍虎門）             |
| 最佳音響     | 、何威（墨攻）                     |
| 最佳音響     | 曾景祥（傷城）                     |
| 最佳音響     | 陶經（滿城盡帶黃金甲）             |
| 最佳美術指導 | 文念中（出埃及記）                 |
| 最佳美術指導 | 易振州（墨攻）                     |
| 最佳美術指導 | 葉錦添（夜宴）                     |
| 最佳美術指導 | 霍廷霄（滿城盡帶黃金甲）           |
| 最佳動作指導 | 甄子丹（龍虎門）                   |
| 最佳動作指導 | 董瑋（墨攻）                       |
| 最佳動作指導 | 袁家班（夜宴）                     |
| 最佳動作指導 | 程小東（滿城盡帶黃金甲）           |
| 最佳電影音樂 | （出埃及記）                       |
| 最佳電影音樂 | （父子）                           |
| 最佳電影音樂 | 譚盾（夜宴）                       |
| 最佳電影音樂 | 金培達（門徒）                     |
| 最佳電影歌曲 | 但願人長久（但願人長久）           |
| 最佳電影歌曲 | 傷城秘密（傷城）                   |
| 最佳電影歌曲 | 我用所有報答愛（夜宴）             |
| 最佳電影歌曲 | 菊花台（滿城盡帶黃金甲）             |
| 最佳創意     | 出埃及記                           |
| 最佳創意     | 師奶唔易做                         |
| 最佳創意     | 戲王之王                           |